# Glenea illuminata
Glenea illuminata är en skalbaggsart som först beskrevs av Thomson 1857.  Glenea illuminata ingår i släktet Glenea och familjen långhorningar. Inga underarter finns listade i Catalogue of Life.